# Biegi narciarskie na Zimowej Uniwersjadzie 2015 – sprint drużynowy
Narciarski sprint drużynowy na Zimowej Uniwersjadzie odbył się 26 stycznia na trasach biegowych Sporting Centre FIS w słowackim Szczyrbskim Jeziorze.
Mistrzem na tym dystansie została I reprezentacja Rosji. Srebrny medal zdobyła II reprezentacja Rosji, a na trzecim stopniu podium uplasowała się II reprezentacja Czech.

## Terminarz
| Data        | Konkurencja | Godzina rozpoczęcia |
| Data        | Konkurencja | Czas CET            |
| ----------- | ----------- | ------------------- |
| 26 stycznia | I półfinał  | 10:00               |
| 26 stycznia | II półfinał | 10:25               |
| 26 stycznia | Finał       | 12:30               |

## I półfinał
| Miejsce | Bib | Zawodnicy                                | Reprezentacja        | Czas     | Strata   | Uwagi |
| ------- | --- | ---------------------------------------- | -------------------- | -------- | -------- | ----- |
| 1.      | 1   | Anton Gafarow Swietłana Nikołajewa       | Rosja I              | 19:54,17 | –        | Q     |
| 2.      | 4   | Aku Nikander Leena Nurmi                 | Finlandia I          | 19:59,25 | +5,08    | Q     |
| 3.      | 6   | Maciej Staręga Marcela Marcisz           | Polska I             | 20:00,08 | +5,91    | LL    |
| 4.      | 5   | Roman Ragozin Anastasija Słonowa         | Kazachstan II        | 20:25,33 | +31,16   | LL    |
| 5.      | 2   | Hiroyuki Miyazawa Kozue Takizawa         | Japonia I            | 20:30,39 | +36,22   | LL    |
| 6.      | 11  | Andrej Segeč Barbora Klementová          | Słowacja I           | 20:30,82 | +36,65   |       |
| 7.      | 10  | Paweł Maruha Jana Hrakowicz              | Białoruś             | 20:59,15 | +1:04,98 |       |
| 8.      | 7   | Bertrand Hamoumraoui Iris Pessey         | Francja II           | 20:59,86 | +1:05,69 |       |
| 9.      | 3   | Tomoki Satou Yukari Tanaka               | Japonia II           | 21:10,28 | +1:16,11 |       |
| 10.     | 14  | Andrij Marczenko Viktoriia Olekh         | Ukraina II           | 21:11,31 | +1:17,14 |       |
| 11.     | 12  | Oleg Joltukowskij Oksana Szatałowa       | Ukraina I            | 21:24,98 | +1:30,81 |       |
| 12.     | 8   | Aki Kauppinen Elsa Airaksinen            | Finlandia II         | 21:51,66 | +1:57,49 |       |
| 13.     | 13  | Shang Jincai Hao Ri                      | Chiny I              | 21:58,05 | +2:03,88 |       |
| 14.     | 9   | Jørgen Grav Kristin Faye Eriksen         | Norwegia             | 22:11,91 | +2:17,74 |       |
| 15.     | 15  | Benjamin Noren Elise Sulser              | Stany Zjednoczone II | 23:22,06 | +3:27,89 |       |
| 16.     | 16  | Amarsanaa Baasansuren Jadambaa Chaliunaa | Mongolia II          | 24:58,47 | +5:04,30 |       |

## II półfinał
| Miejsce | Bib | Zawodnicy                               | Reprezentacja       | Czas     | Strata   | Uwagi |
| ------- | --- | --------------------------------------- | ------------------- | -------- | -------- | ----- |
| 1.      | 17  | Raul Szakirzianow Anna Powaljewa        | Rosja II            | 19:56,52 | –        | Q     |
| 2.      | 19  | Jan Šrail Karolína Grohová              | Czechy II           | 19:57,51 | +0,99    | Q     |
| 3.      | 24  | Aleksandr Małyszew Anna Stojan          | Kazachstan I        | 19:58,33 | +1,81    | LL    |
| 4.      | 18  | Alexis Jeannerod Marion Buillet         | Francja I           | 20:02,46 | +5,94    | LL    |
| 5.      | 22  | Daniel Mąka Sandra Schuetzova           | Czechy I            | 20:12,66 | +16,14   | LL    |
| 6.      | 26  | Jan Antolec Justyna Mordaska            | Polska II           | 20:42,10 | +45,38   |       |
| 7.      | 20  | Phillip Bellingham Jessica Yeaton       | Australia I         | 20:51,08 | +54,56   |       |
| 8.      | 21  | Philipp Spiess Tatjana Stiffler         | Szwajcaria I        | 20:51,22 | +54,70   |       |
| 9.      | 23  | Arnaud du Pasquier Chantal Carlen       | Szwajcaria II       | 21:11,45 | +1:14,93 |       |
| 10.     | 30  | Erik Urgela Evá Segecová                | Słowacja II         | 21:26,65 | +1:30,13 |       |
| 11.     | 27  | Sun Qinghai Chen Xu                     | Chiny II            | 22:15,08 | +2:18,56 |       |
| 12.     | 29  | Jackson Bursill Anna Trnka              | Australia II        | 22:25,87 | +2:29,35 |       |
| 13.     | 32  | Byambadorj Bold Enkhbayar Ariuntungalag | Mongolia I          | 22:32,39 | +2:35,87 |       |
| 14.     | 31  | Nathaniel Hough Sierra Jech             | Stany Zjednoczone I | 22:50,31 | +2:53,79 |       |
| 15.     | 25  | Ha Tae-bok Nam Seul-gi                  | Korea Południowa I  | 23:15,86 | +3:19,34 |       |
| 16.     | 28  | Kim Hyun-woo Yoo Dan-bi                 | Korea Południowa II | 23:53,54 | +3:57,02 |       |

## Finał
| Miejsce | Bib | Zawodnicy                          | Reprezentacja | Czas     | Strata   | Uwagi |
| ------- | --- | ---------------------------------- | ------------- | -------- | -------- | ----- |
| 1.      | 1   | Anton Gafarow Swietłana Nikołajewa | Rosja I       | 19:56,98 | –        |       |
| 2.      | 17  | Raul Szakirzianow Anna Powaljewa   | Rosja II      | 20:00,84 | +3,86    |       |
| 3.      | 19  | Jan Šrail Karolína Grohová         | Czechy II     | 20:01,76 | +4,78    |       |
| 4.      | 4   | Aku Nikander Leena Nurmi           | Finlandia I   | 20:17,28 | +20,30   |       |
| 5.      | 5   | Roman Ragozin Anastasija Słonowa   | Kazachstan II | 20:20,74 | +23,76   |       |
| 6.      | 11  | Daniel Mąka Sandra Schuetzova      | Czechy I      | 20:24,51 | +27,53   |       |
| 7.      | 10  | Aleksandr Małyszew Anna Stojan     | Kazachstan I  | 20:25,05 | +28,07   |       |
| 8.      | 7   | Alexis Jeannerod Marion Buillet    | Francja I     | 20:34,93 | +37,95   |       |
| 9.      | 3   | Maciej Staręga Marcela Marcisz     | Polska I      | 20:42,28 | +45,30   |       |
| 10.     | 14  | Hiroyuki Miyazawa Kozue Takizawa   | Japonia I     | 21:30,70 | +1:33,72 |       |